# Acide 5-hydroxyeicosatétraénoïque
Pour les articles homonymes, voir Acide hydroxyeicosatétraénoïque.
L’acide 5-hydroxyeicosatétraénoïque (5-HETE) est un eicosanoïde intermédiaire de la biosynthèse des leucotriènes.